# Light Alloy
«Light Alloy» — це програма для відтворення відео й звукових файлів під Microsoft Windows.

## Функції
Підтримує всі поширені мультимедійні формати. Основна особливість — простота використання і в той же час різноманіття налаштувань. Програвач оптимізований для швидкого запуску і мінімального завантаження системи. Швидко перемотує відео, вміє завантажувати субтитри, може згортатися в трей, може управлятися з пульта дистанційного керування (WinLIRC), вміє регулювати яскравість, контрастність, насиченість зображення, робить знімки з екрану. Підтримує мультимедійні клавіатури, дозволяє робити закладки в списку, встановлювати мітки на таймлайн, дозволяє вибирати звукові доріжки і субтитри в багатомовних фільмах, має повну підтримку DVD.

## Можливості
- Має вбудовані відео, аудіо кодеки (але при цьому може працювати і тільки від системних, це — за бажанням користувача), а так само можливість додавати свої власні для зазначених вами форматів відео; повна підтримка субтитрів (з можливістю вказівки зміщення за часом, якщо субтитри відстають, поспішають); швидке завантаження.
- Повна підтримка DVD, і можливостей MKV, OGM, MP4.
- Підтримка WinLIRC — робота з плеєром за допомогою дистанційного пульта управління.
- Зміна швидкості програвання від десятикратного уповільнення до двократного прискорення; покадровий перегляд; настроюється перемотування.
- Регулятор гучності звуку, час, таймлайн на панелі управління.
- Додаткові можливості для аудіо: посилення звуку, нормалізація, можливість вказати зсув (якщо звук у фільмі відстає, або поспішає).
- Довільна зміна розмірів екрану або з збереженням пропорцій, або без.

Налаштування аудіо-і відеофільтрів.
- Список файлів з можливістю встановлення міток, закладок в списку, на таймлайн, відображення, приховування тривалості, можливість робити таблицю за списком (для колекціонерів відео), а так само можливість збереження, завантаження списку; отримання скріншотів з відео, в тому числі з DVD.